# Restrepia elegans
Restrepia elegans (H.Karst. (1847)) es una especie de orquídeas de la familia de las Orchidaceae.
El nombre del género significa "elegante".

## Hábitat
Se produce en Venezuela, Colombia y Perú en los húmedos bosques de montaña a altitudes de 700 a 2800 m s. n. m.

## Descripción
Es una planta diminuta variable en color y tamaño, caespitosa, creciendo en climas cálidos, cada vez más epífita con el ramicaul envuelto por las vainas grandes, comprimidas,  y una única hoja, apical, aovado-elíptica, tridentada que florece en una inflorescencia apical de 5 cm de largo, erecta y su única flor de color blanco, con tubulares brácteas, solo las flores que aparecen secuencialmente se producen en el otoño y principios del invierno y las flores se mantienen por encima de las hojas.

## Nombre común
- Español: Restrepia elegante.
- Inglés: Elegant Restrepia

## Sinonimia
- Restrepia erythroxantha Rchb. f. (1850)
- Restrepia leopardina auct. (1899)
- Restrepia antennifera ssp. erythroxantha (Rchb. f.) H. Mohr (1996)[2]